# Dipartimento di Hauts-Plateaux
Il dipartimento di Hauts-Plateaux è un dipartimento del Camerun nella Regione dell'Ovest.

## Comuni
Il dipartimento è suddiviso in 4 comuni:
- Baham
- Bamendjou
- Bangou
- Batié